# Escuela Popular de Prosperidad
La Escuela Popular de Personas Adultas de Prosperidad conocida también como La Prospe es un proyecto pedagógico y social que surgió por iniciativa popular en el año 1973 en el barrio madrileño de Prosperidad, iniciado por personas del barrio, para la gente de ese y de cualquier otro barrio.

## Contexto
En los años setenta del siglo XX surgieron las escuelas populares como respuesta a una determinada situación sociopolítica de España: por un lado, el largo abandono de la educación básica de personas adultas por parte del Estado franquista; por otro, el resurgir de movimientos vecinales,sociales, culturales, sindicales y políticos.
En Madrid, en el año 1979 había 36 escuelas populares, que formaban parte de la  Coordinadora de Escuelas Populares. Sostenidas por el activismo social con personas voluntarias, aplicaban la pedagogía popular de Paulo Freire para sacar del analfabetismo o ayudar a sacarse el graduado escolar a quien lo necesitase.

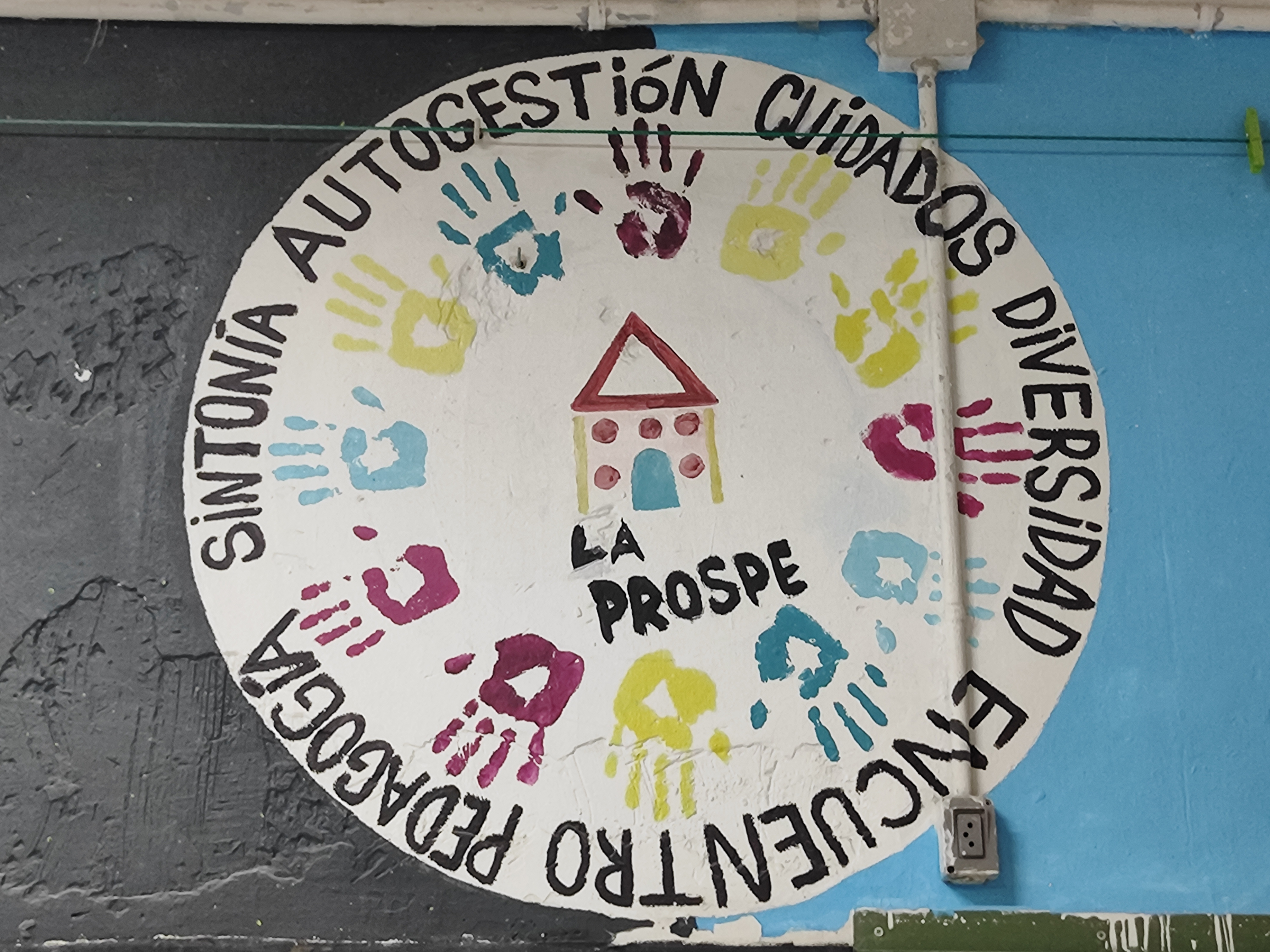
Imagen con valores de La Prospe

En este contexto nació en 1973 la Escuela Popular de Personas Adultas de Prosperidad, La Prospe, en unos locales que pertenecían a la parroquia de San Juan de Ribera, en el número 57 de la calle Rodríguez Marín. De Rodríguez Marín pasó al Centro Social Mantuano, en la calle del mismo nombre, reutilizando un antiguo espacio para formación de mandos de la Falange; y de aquella ubicación pasó a General Zabala 10, un edificio alquilado por el Arzobispado de Madrid al Ayuntamiento y que el alcalde Enrique Tierno Galván cedió a la Escuela. A finales de los 90, en un momento en que el centro tenía más de 400 alumnas y alumnos (en 2023 se estimaban unos 200), el gobierno de Álvarez del Manzano intentó expulsarlos judicialmente, provocando unas protestas vecinales que marcaron el cambio de siglo y derivaron en la actual cesión, en el número 19 de la calle Luis Cabrera, en un local cedido a 50 años por la Comunidad de Madrid, hasta 2050 si nada cambia.

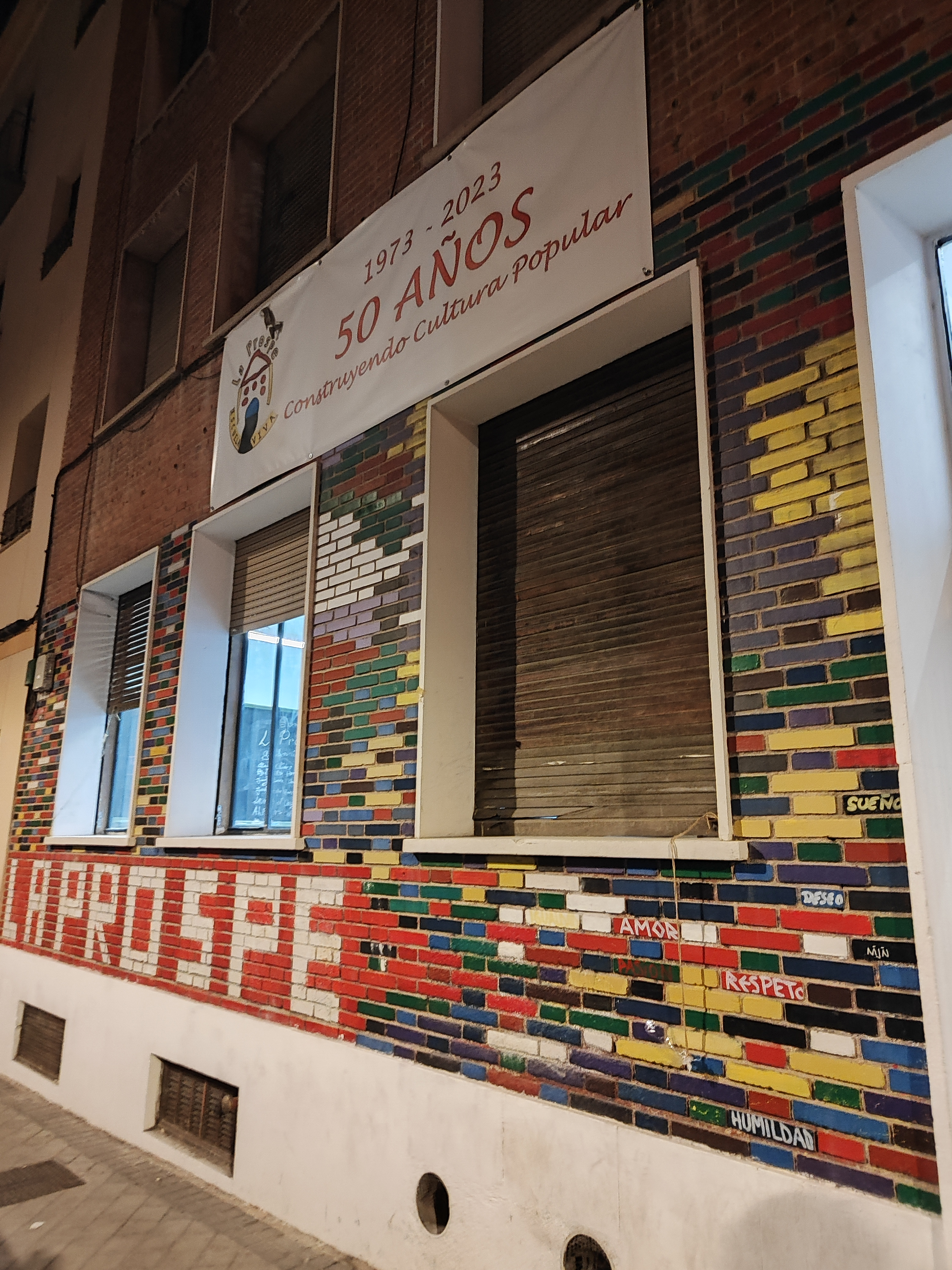
Fachada de La Prospe

## Historia
La Prospe nació por la inquietud de algunas personas jóvenes para dar respuesta a las necesidades culturales y educativas de su barrio. Entre quienes la promovieron, se encontraba una variada gama ideológica de personas que abarcaba desde el Ateneo Libertario del barrio, movimiento cristiano de base hasta marxistas en todas sus variopintas corrientes. En cuanto al alumnado, se componía mayoritariamente de mujeres del servicio doméstico, vecinas del barrio y algunas personas trabajadoras del núcleo industrial cercano.
Durante los años 90 del siglo XX, de ser un barrio muy popular, se transformó en un barrio de clase media, con reductos de las antiguas casas bajitas que lo caracterizaban. La demanda formativa en graduado escolar dio paso a la demanda de formación en castellano para personas migrantes y refugiadas, que se convirtió en la principal actividad de la Escuela.En 1997 se inició la experiencia de los Grupos de Aprendizaje Colectivo (GAC),y se activaron otros grupos.Además, organizan cursos no reglados, actividades culturales, excursiones o foros de debate.

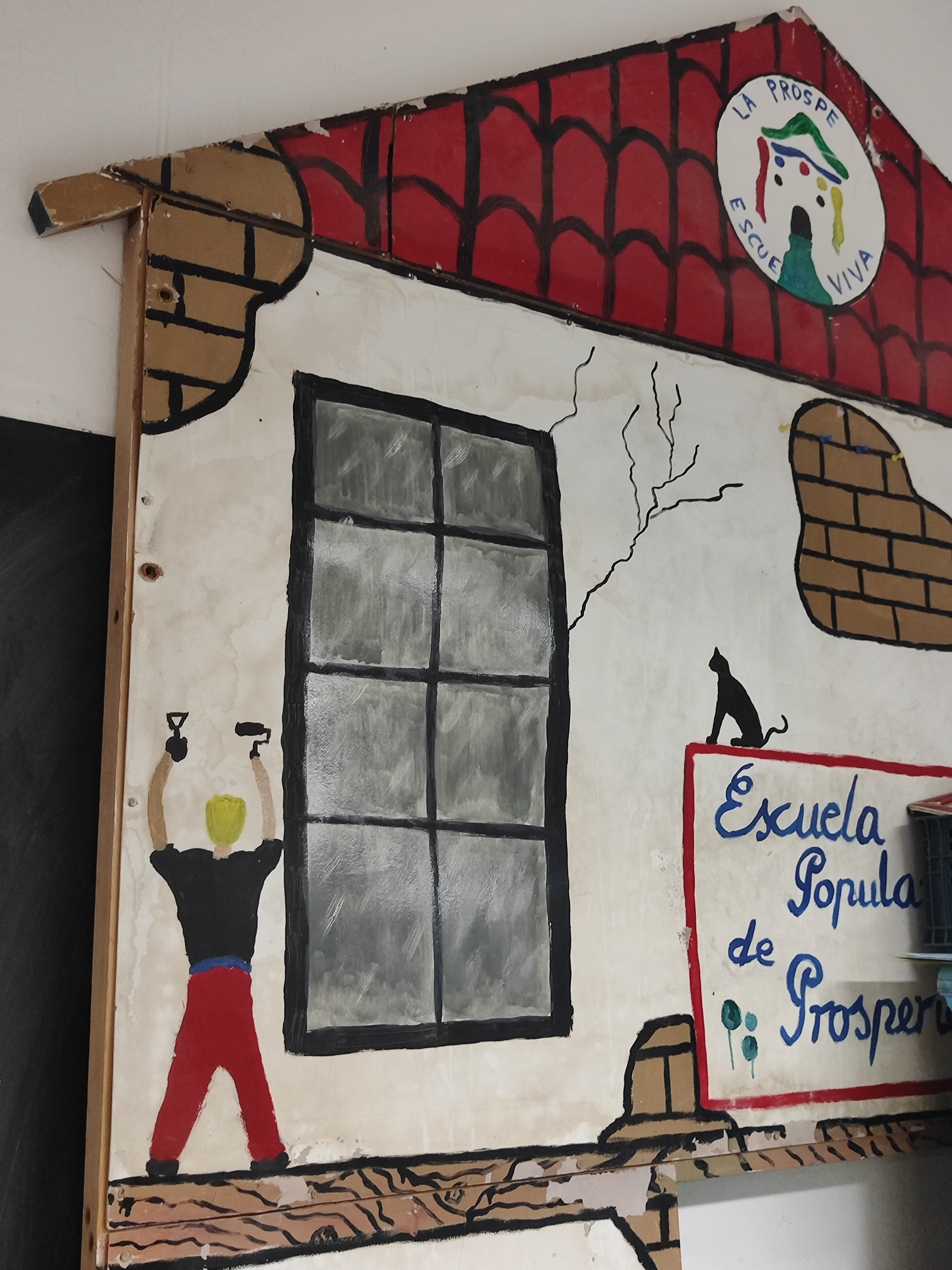
Detalle decorativo

## Estructura
La Prospe funciona de forma autogestionada, y tiene en la asamblea el centro organizativo y decisorio de la vida escolar.Es una asociación autónoma e independiente de la administración pública y de cualquier otro tipo de organización política, sindical o religiosa. Desde el año 1984 es un Centro de EPA reconocido por el Ministerio de Educación, sin mermar su autonomía.
Su proceso pedagógico se sintetiza en el diagrama: Aprendizaje -> Reflexión -> Acción transformadora.Por ello, su actividad está muy ligada a la acción e intervención social. Desde los inicios siempre han cooperado con numerosos colectivos y campañas: comités antiOTAN, insumisión, defensa de los espacios sociales y culturales, okupación, etc.
Además, alojan a otros grupos activistas, en general del barrio, tales como StopDesahucios de la Prospe, la PAH Madrid, un banco de alimentos, y grupos de consumos agroecológico como el BAH y la RAC.